# Kaplînți, Pîreatîn
Kaplînți (în ucraineană Каплинці) este localitatea de reședință a comunei Kaplînți din raionul Pîreatîn, regiunea Poltava, Ucraina.

## Demografie
Componența lingvistică a localității Kaplînți
     Ucraineană (96,45%)
     Rusă (3,34%)
Conform recensământului din 2001, majoritatea populației localității Kaplînți era vorbitoare de ucraineană (96,45%), existând în minoritate și vorbitori de rusă (3,34%).